# Gedenkstätte Profen

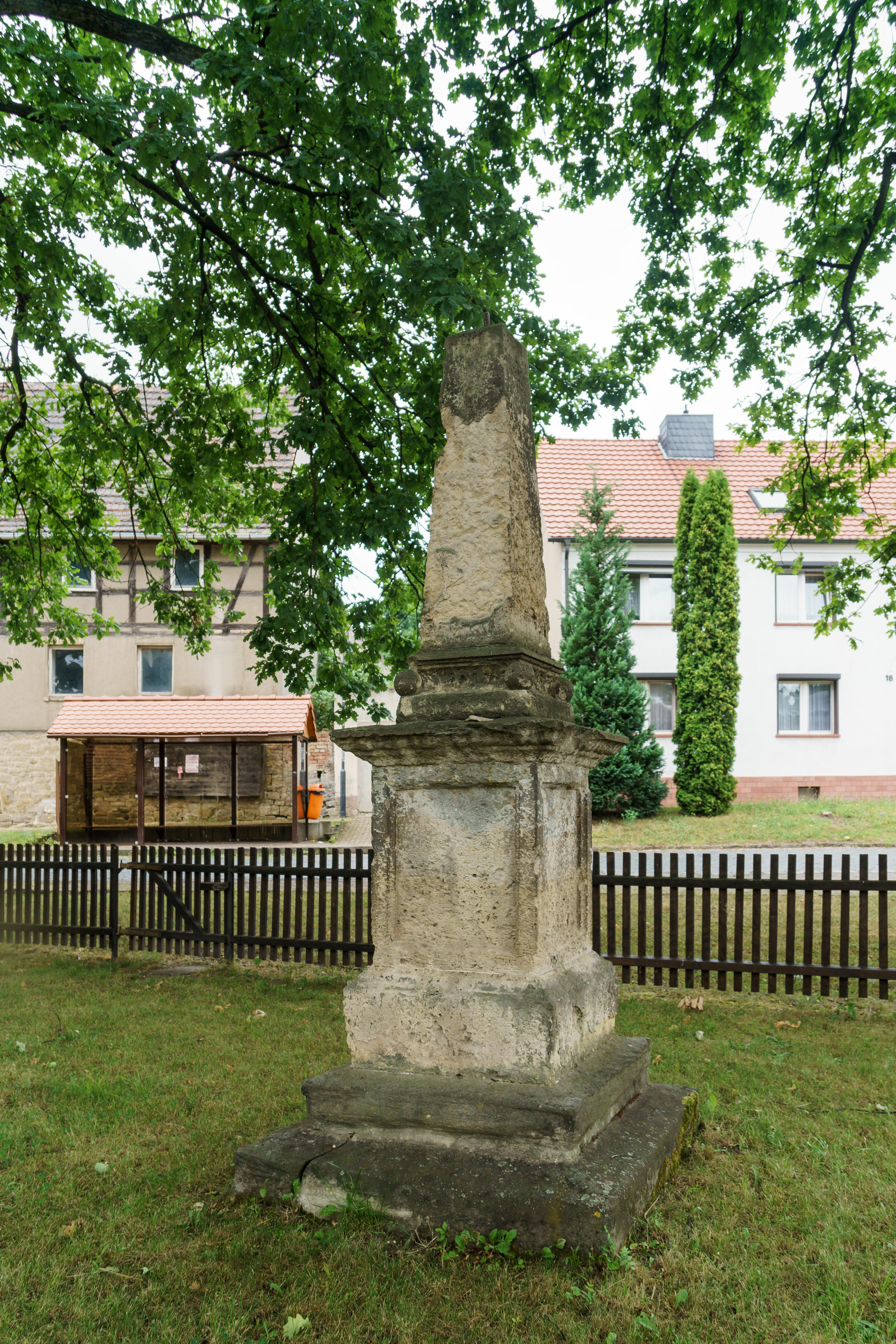
Ehemalige Postmeilensäule

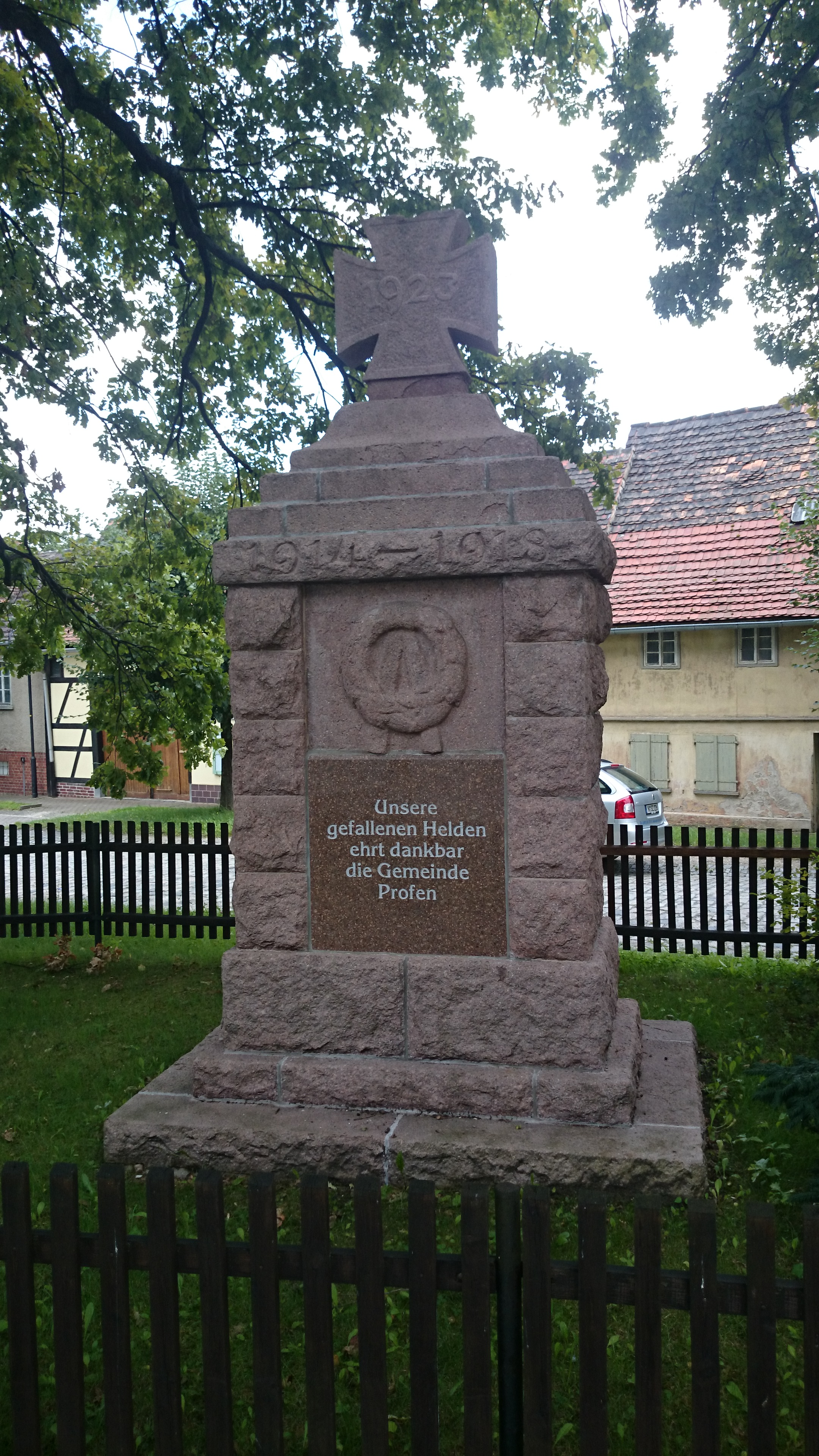
Kriegerdenkmal Erster Weltkrieg

Die Gedenkstätte Profen ist eine denkmalgeschützte Gedenkstätte in der Ortschaft Profen der Gemeinde Elsteraue in Sachsen-Anhalt. Im örtlichen Denkmalverzeichnis ist das Kriegerdenkmal unter der Erfassungsnummer 094 86157 als Baudenkmal verzeichnet.
Bei der Gedenkstätte handelt es sich um ein kleines eingezäuntes Areal, in dem sich zwei Stelen befinden. Die eine Stele ist eine ehemalige kursächsische Postdistanzsäule aus dem benachbarten Pegau. Sie wurde hier 1875 aufgestellt. Eine Inschrift ist nicht mehr zu erkennen, so dass der Zweck der Errichtung heute unbekannt ist. Bei der zweiten Stele handelt es sich um ein Kriegerdenkmal, das den Gefallenen des Ersten Weltkriegs gewidmet ist. Die Stele ist mehrstufig und besteht aus rotem Sandstein. Gekrönt wird sie durch ein Eisernes Kreuz, in dem die Zahl 1923 zu erkennen ist. Die Zahl bezieht sich auf das Errichtungsjahr des Kriegerdenkmales. In der Stele ist eine Gedenktafel mit der Inschrift Unsere gefallenen Helden ehrt dankbar die Gemeinde Profen.

## Quelle
- Gedenkstätte Profen, abgerufen am 11. August 2017.